# Dominikuszentrum
Das Dominikuszentrum ist ein katholisches Kirchengebäude am Hildegard-von-Bingen-Anger 1–3 in München, Am Hart und wurde 2008 nach Plänen von Andreas Meck errichtet.

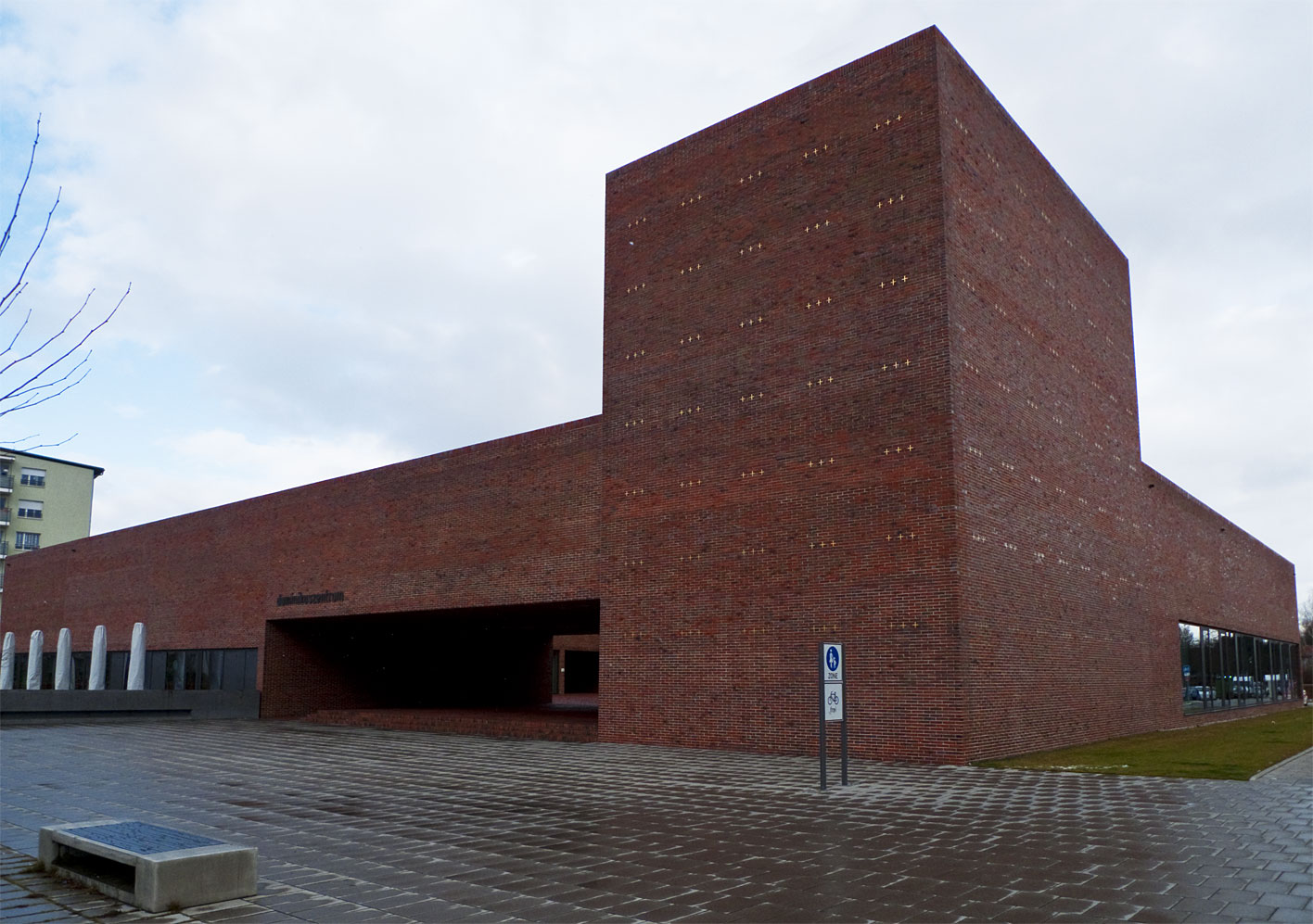
Dominikuszentrum

## Architektur & Geschichte
Das Dominikuszentrum an der Neuherbergstraße an der Nordhaide besteht aus einem Andachtsraum, Pfarrheim, Kindergarten und Caritaszentrum. Das Gebäude ist mit Klinker verkleidet. Rote Torfbrandziegel an Decken, Böden und Wänden führen zu einem einheitlichen Erscheinungsbild und schaffen einen Ort der Ruhe. Das 4,70 mal 13 Meter messende Kapellenfenster Credo wurde von Andreas Horlitz entworfen. Namensgeber der Mutterpfarrei St. Gertrud ist die Heilige Gertrud von Helfta (1256–1302). Der Name des kirchlichen Zentrums selbst ist den Dominikanern bzw. dem heiligen Dominikus gewidmet.

## Auszeichnungen und Preise
- 2009: Nominierung – Mies van der Rohe Preis[2]
- 2010: contractworld.award[3]
- 2011: Fritz-Höger-Preis für Backstein-Architektur[4]